# Last Days of Eden
Last Days of Eden est un groupe espagnol de heavy metal, originaire de Sierro, dans les Asturies.

## Histoire
Le groupe est formé à la fin 2011 ou début 2012, par Dani G. et Lady Ani, comme projet studio pour explorer de nouvelles voies musicales, initialement rejoint par Jorge Ruiz à la basse et Manuel Morán à la batterie. Quelques mois après l'enregistrement des premières idées, en raison d'une incompatibilité d'horaires, Jorge Ruiz quitte le groupe, et Adrián Huelga, le partenaire de Dani G. dans Darksun, rejoint le groupe en tant que nouveau bassiste. C'est avec ce line-up qu'ils donnent leurs premiers concerts, et ce n'est qu'à la fin de l'année 2013 que le claviériste des Asturies, Juan Gomes, rejoint le groupe.
Le 13 avril 2014, le groupe sort son premier single, Paradise, et annonce la sortie de son premier EP, intitulé Paradise, composé de 6 chansons, le 7 mai 2014. Au milieu de l'année 2014, Gustavo Rodríguez rejoint le groupe en tant que joueur de cornemuse.
Dès 2015, ils annoncent le départ de Manuel Morán, et Alberto Ardines, connu pour avoir fait partie des légendaires groupes de power metal WarCry et Avalanch, rejoint le groupe. Le 16 mai 2015, ils signent leur premier contrat avec le label allemand Pride and Joy Music. Le 19 octobre 2015, le groupe annonce la date de sortie de son premier album, Ride the World, pour le 27 novembre 2015,. Le premier single de l'album, Invincible, fera l'objet d'une vidéo officielle le 2 décembre 2015. Le deuxième single, The Piper's Call, est également publié sous forme de vidéo officielle le 23 avril 2016. Avec cet album, ils effectuent leur première tournée européenne. Par la suite, le groupe annonce le départ d'Alberto Ardines pour des raisons professionnelles, et de Gustavo Rodríguez, Christian Bada rejoignant le groupe en tant que batteur, et Pindy Díaz à la cornemuse et aux sifflets.
Le 21 février 2017, ils sortent un album parallèle avec un style plus celtique intitulé Traxel Mör, qui comprend des chansons de Ride the World et de nouvelles chansons chantées en asturien, dont ils publieront une vidéo lyrique de la chanson La Lluna Brilla. Au cours de cette année, la violoniste Sara Ember rejoint le groupe, et Christian Bada quitte le groupe, remplacé par le célèbre batteur Leo Duarte (ex-Alquimia). Le 16 février 2018, le groupe révèle que Chrysalis sera le titre de leur nouvel album, ainsi que sa tracklist et sa pochette. Le 23 février 2018, le single Falling in the Deep est publié, et le 23 mars 2018, Chrysalis sort enfin sur le label Pride and Joy Music. Après la sortie de l'album, la signature d'Andrea Joglar, qui sera désormais chargé des cornemuses et des flûtes, et le départ de Pindy Díaz, sont annoncés.
En octobre 2021, le groupe sort son nouvel album Butterflies au label indépendant El Puerto Records,, généralement bien accueilli par la presse spécialisée,,,,.

## Style musical
Leur style musical symphonique comprend également des airs de power et folk metal, ce qui donne un son très proche des derniers albums de Nightwish,.

## Discographie

### Albums studio
- 2015 : Ride the World
- 2017 : Traxel Mör
- 2018 : Chrysalis
- 2021 : Butterflies

### EP
- 2014 : Paradise

### Singles
- 2014 : Paradise
- 2015 : Invincible
- 2015 : Here Come the Wolves
- 2016 : The Piper's Call
- 2016 : Ride the World
- 2017 : La Lluna Brilla
- 2018 : Falling in the Deep